# Ceto (monstro marinho)
Ceto (em latim: Cetus) é uma criatura marinha da mitologia grega.
Foi enviado a mando de Posidão (deus dos mares) para matar Andrômeda, visto que sua mãe fora arrogante ao dizer que era mais bela do que as Nereidas (filhas de Nereu, Ninfas dos mares) e até mesmo que Afrodite. Ceto foi morto por Perseu, que chegou a tempo de salvar Andrômeda.[carece de fontes?]
Perseu conseguiu matar Ceto com a cabeça que havia arrancado de Medusa, a qual, por desígnio de Atena, recebera uma maldição de ter, ao invés de cabelos, serpentes em sua cabeça, de maneira que o homem que olhasse dentro de seus olhos virasse pedra imediatamente. 
Medusa mantinha todos que transformara em estátua em seu covil, o qual somente permitia a entrada de homens, para garantir que ela não ferisse a uma mulher. Perseu, sabendo a localização do covil de Medusa, foi ao local e lutou com ela, cortando-lhe a cabeça. 
A besta mandada por Posidão foi então destruída com apenas um olhar da cabeça de Medusa, e Perseu, para garantir que a besta não voltasse, despedaçou-a com um golpe de sua espada, jogando-a em um abismo.
Tendo salvado Andrômeda, Perseu se casa com a moça, evitando os planos de Posidão